# Ляскин, Григорий Осипович
Григорий Осипович (Иосифович) Ляскин (29 ноября 1897, деревня Левашово, Владимирская губерния, Российская империя — 15 июня 1976, Москва, СССР) — советский военный деятель, генерал-майор (28.04.1943).

## Начальная биография
Родился 29 ноября 1897 года в деревне Левашово, ныне в Кольчугинском районе Владимирской области.
В 1911 году окончил городское начальное училище, а в 1915 году Долгоруковское ремесленное училище в Москве. Работал учеником столярного мастера и помощником мастера-преподавателя по строительному классу в этом же училище.

## Военная служба

### Первая Мировая и Гражданская война
В Первую мировую войну 11 мая 1916 года мобилизован на военную службу и зачислен рядовым в 55-й запасной пехотный полк в Москве, а в сентябре направлен на Кавказский фронт в Трапезундскую телеграфную роту.
После Октябрьской революции с декабря 1917 года служил писарем в солдатской секции Московского совета рабочих и солдатских депутатов. В марте 1918 года был демобилизован и работал делопроизводителем в Замоскворецком райвоенкомате Москвы.
В Гражданскую войну 1 августа 1918 года добровольно вступил в РККА и зачислен курсантом на 2-е, затем 1-е Московские пулеметные курсы РККА, принимал участите в охране Советского правительства, стоял на посту при входе в квартиру и кабинет В. И. Ленина. Член ВКП(б) с 1918 года. После окончания курсов с июля 1919 года командовал пулемётным взводом в особом батальоне при штабе 19-й стрелковой дивизии, а с октября — 5 бригадной школе младшего начсостава 165-й бригады 55-й стрелковой дивизии. С июня 1920 года был начальником пулемётной команды в 494-м стрелковом полку этой же дивизии. В её составе воевал на Карельском боевом участке, затем с белополяками. В боях с последними был ранен и эвакуирован в госпиталь, но выходу из него в ноябре назначен начальником пулемётной команды в 141-й стрелковый полк 16-й стрелковой дивизии им. В. И. Киквидзе С мая 1921 года служил командиром взвода и помощником командира роты в Объединённой военной школе им. ВЦИК.

### Межвоенное время
В феврале 1923 года был уволен в запас. Работал начальником Вологодского губернского исправительного дома № 2. В октябре 1923 года вновь вступил в РККА и назначен помощником командира пулемётной роты в 14-й стрелковый полк 5-й стрелковой дивизии в город Полоцк. С июля 1924 года был секретарём политотдела, а с июля 1925 года — помощником начальника оперативной части штаба дивизии. С октября 1926 по июль 1927 года проходил переподготовку на разведывательных КУКС при IV управлении Штаба РККА. В сентябре 1928 года был зачислен слушателем в Военную академию РККА им. М. В. Фрунзе, после окончания в июне 1931 года назначен начальником 2-й части штаба Приморского стрелкового корпуса ОКДВА. С февраля 1932 года временно исполнял должность начальника, с ноября 1934 года был помощником начальника 2-го отдела штаба Приморской группы войск ОКДВА. С декабря 1936 по октябрь 1938 года состоял в распоряжении Разведывательного управления РККА и Управления по начсоставу НКО, затем был назначен старшим преподавателем тактики в Тамбовское пехотное училище. С января 1940 года исполнял должность преподавателя тактики в Высшей военной школе штабной службы, а с апреля 1941 года — в Высшей спецшколе Генштаба РККА. Владел польским языком..

### Великая Отечественная война
В октябре 1941 года подполковник Ляскин был назначен начальником штаба 341-й стрелковой дивизии, формировавшейся в СКВО. В том же месяце дивизия вошла в 57-ю армию резерва Ставки ВГК, затем была подчинена главнокомандующему войсками юго-западного направления.
В январе 1942 года в составе войск Южного фронта дивизия участвовала в Барвенково-Лозовской наступательной операции. В апреле дивизия была подчинена 9-й армии этого фронта и участвовала с ней в Харьковском сражении. После расформирования в июле 1942 года полковник Ляскин был переведён заместителем командира 140-й стрелковой дивизии, а в августе назначен зам. начальника штаба по ВПУ 9-й армии. С октября исполнял должность заместителя командира 417-й стрелковой дивизии. В октябре — ноябре её части принимали участие в Нальчикско-Орджоникидзевской оборонительной операции.
С декабря 1942 года командовал 62-й отдельной морской стрелковой бригадой в составе Северной группы войск Закавказского фронта. С 8 марта 1943 года вступил в командование 337-й стрелковой дивизией, которая в это время в составе 18-й армии участвовала в Краснодарской наступательной операции. За умелое командование частями в этих боях, мужество и героизм был награждён орденом Красного Знамени.
17 марта передал личный состав на укомплектование 318-й стрелковой дивизии, управление дивизии и штабы полков с подразделениями обеспечения были переброшены в Степной ВО. С 9 июля дивизия в составе 47-й армии вошла в подчинение Степного фронта участвовала в Курской битве и Белгородско-Харьковской наступательной операции, наступлении на киевском направлении. 9 сентября её части форсировали реку Псёл, а 11 сентября освободили город Гадяч. С 13 сентября 1943 года дивизия перешла в подчинение 40-й армии Воронежского фронта и участвовала в битве за Днепр. За освобождение города Лубны приказом ВГК от 19.9.1943 ей было присвоено наименование «Лубенская». 24 сентября её части форсировали реку Днепр в районе Великий Букрин и Малый Букрин и вели бои по его удержанию и расширению (Букринский плацдарм).
За успешное форсирование Днепра южнее Киева и прочное закрепление плацдарма на западном берегу реки генерал-майор Ляскин был представлен к званию Герой Советского Союза, данное представление было утверждено вышестоящим командованием и он был включён в проект Указа Президиума Верховного Совета СССР о присвоении звания ГСС, но в дальнейшем из опубликованного в печати Указа ПВС СССР от 23 октября 1943 года его имя было исключено.
В последующем дивизия в составе той же 40-й, а с 21 ноября — 27-й армий 1-го Украинского фронта принимала участие в Киевских наступательной и оборонительной, Житомирско-Бердичевской и Корсунь-Шевченковской наступательных операциях. В ходе последней 12 февраля 1944 года Ляскин был тяжело ранен и до августа находился в госпитале, затем состоял в распоряжении ГУК НКО. За умелое командование частями в этих боях, мужество и героизм он был награждён орденами Ленина и Красного Знамени. После выздоровления направлен в распоряжение Военного совета 3-го Прибалтийского фронта и с 26 сентября принял командование 191-й стрелковой Новгородской Краснознаменной дивизией. В составе 111-го стрелкового корпуса 67-й армии участвовал с ней в Рижской наступательной операции. С 15 по 25 октября дивизия находилась в резерве 1-го Прибалтийского фронта, затем была подчинена 4-й ударной армии и участвовала с ней в блокаде группировки противника на Курляндском полуострове. С 7 декабря 1944 года она была переброшена в Гродненскую область, где вошла в подчинение 50-й армии 2-го Белорусского фронта и участвовала с ней в Восточно-Прусской, Млавско-Эльбингской наступательных операциях. С 3 по 10 февраля 1945 года находилась в резерве фронта, затем была подчинена 49-й армии и в её составе принимала участие в Восточно-Померанской наступательной операции, в тяжёлых боях по окружению грауденцской группировки немцев. 18 марта Ляскин был отстранён от командования и зачислен в распоряжение Военного совета фронта, затем с 1 апреля допущен к исполнению должности начальника штаба 18-го стрелкового корпуса. В апреле — мае 1945 года его соединения и части принимали участие в Берлинской наступательной операции, в форсировании реки Одер юго-западнее города Грауденц, прорыве сильно укреплённой обороны противника на её западном берегу, овладении городами Шведт, Рибниц и в боях за выход к Балтийскому морю.
За время войны генерал Ляскин был четыре раза упомянут в благодарственных в приказах Верховного Главнокомандующего.

### Послевоенное время
С 6 июля 1945 года генерал-майор Ляскин состоял в распоряжении Военного совета СГВ и ГУК НКО, затем в сентябре назначен старшим преподавателем тактики курсов «Выстрел». 28.1.1947 уволен в запас по болезни.
4 ноября 1949 года арестован, помещён в Сухановскую тюрьму, приговорен Военной коллегией Верховного суда СССР к 25-ти годам лишения свободы. Постановлением Совета министров СССР от 2 октября 1952 года лишён воинского звания «как осужденный Военной коллегией Верховного суда СССР».
Постановлением Совета министров СССР от 15 августа 1953 года постановление о лишении воинского звания было отменено, а Ляскин реабилитирован и освобождён из мест заключения.
Умер 15 июня 1976 года, похоронен на Троекуровском кладбище Москвы.

## Награды
- два ордена Ленина (3 июня 1944, 21 февраля 1945)[6]
- три ордена Красного Знамени (10 мая 1943, 27 февраля 1944, 3 ноября 1944[6])
- орден Богдана Хмельницкого II степени (31 мая 1945) — за умелое и мужественное руководство боевыми операциями и за достигнутые в результате этих операций успехи в боях с немецко-фашистскими захватчиками[7]
- медали в том числе:
- «XX лет Рабоче-Крестьянской Красной Армии» (1938)
- «За оборону Кавказа» (1944)
- «За Победу над Германией в Великой Отечественной войне 1941—1945 гг.» (1945)
- «За взятие Кенигсберга» (1945)

Приказы (благодарности) Верховного Главнокомандующего в которых отмечен Г. О. Ляскин.
- За овладение штурмом столицей Советской Латвии городом Рига — важной военно-морской базой и мощным узлом обороны немцев в Прибалтике. 13 октября 1944 года. № 196
- За овладение городом Черск — важным узлом коммуникаций и сильным опорным пунктом обороны немцев в северо-западной части Польши. 21 февраля 1945 года. № 283
- За овладение овладели городами Бытув (Бютов) и Косьцежина (Берент) — важными узлами железных и шоссейных дорог и сильными опорными пунктами обороны немцев на путях к Данцигу. 8 марта 1945 года. № 296
- За овладение овладели важными узлами железных и шоссейных дорог — городами Лауенбург и Картузы (Картхауз). 10 марта 1945 года. № 298